# H&K G11
H&K G11（ドイツ語: Gewehr 11 (elf)：11号小銃の意）は、ドイツの銃器メーカー、H&K社によって開発された無薬莢弾（ケースレス弾）を用いた自動小銃である。

## 開発背景
1970年代にG3に代わる次世代の自動小銃を求めた西ドイツの要求を満たすため、H&K社が銃の設計を、ダイナマイト・ノーベル社が弾薬の開発を受け持ち開発が進められた。ケースレス弾は様々な口径のものが試作されたが、最終的に1981年-1986年にかけて開発された4.73x33mm DM11が採用された。
しかし、G11は汎用性のなさ、冷戦終結に伴う予算削減により少数が配備されたにとどまり、ドイツ再統一後のドイツ連邦軍ではG3の後継としてG36が採用された。
また、G11はアメリカ合衆国のACR（Advanced Combat Rifle, アドバンスドコンバットライフル）プロジェクトの候補となっていたが、こちらでも採用には至らなかった。

## 特徴
ケースレス弾薬を使用するため排莢の必要がなく射撃サイクルは単純である。従来の自動小銃とは異なり、90度の角度で回転を反復する薬室（下図参照）が使われており、装填は上方のマガジンから行われ、手で薬室を回転させて初弾を装填する。薬室部が回転して、銃身と同軸となった位置で停止すると射撃が可能になる。不発が出た場合には、上方から装填される次弾が不発弾を下方に押し出す。この特殊な薬室は、針打ち銃で有名なドライゼ社が民間市場向けに製造していた紙製薬莢を利用するレバー式射的銃（ページ下部参照）の薬室構造を参考としたものである。
バースト射撃での発射速度は2,000発/分と極めて高く、反動を受けた射手の姿勢が変化するより短い時間内にバースト射撃を行えば人体大の集弾が得られ、高い制圧火力を発揮できるというコンセプトに基づいている。作動方式としてはガス圧作動方式だが、発砲前の銃身・薬室・給弾機構はリコイルスプリングにより前進した位置に留まった状態となっており、発砲時の反動により後退しつつも給弾と発射を繰り返し、リコイルスプリングが圧縮しきるまでに3発の射撃サイクルを終わらせる事で反動が射手に伝わるのを遅延させている。この機構のため、内部の給弾機構に固定されているマガジンが発砲時に前後に動くのも特徴の一つである。薬室がグリップより後ろにあるブルパップ型に近いレイアウトで全長を抑えている。
弾頭は成型加工された火薬内に保持され、弾薬の重量中で大きな比率を占める金属薬莢を持たないため軽量である。またケースレスに加えてテレスコープ型で、しかも収納効率を最大限に高めた角柱状という先鋭的なデザインで、開発から40年近くを経ても銃弾薬クラスではこれらのアイデアの1点として実用化に到っていない。現用5.56mm弾や東側系5.45mm弾のアサルトライフルの標準的な装弾数が30発程度に比べ、G11は弾薬の軽量コンパクトさにより45～50発と多い。
問題点として、従来なら撃発時の廃熱のかなりの部分が金属薬莢とともに放出されたものが、ケースレスのG11では機関部に大きな熱が蓄積されるため薬室内で弾薬が自然発火して暴発（コックオフ）しやすい。弾薬は生産量が評価版レベルで終わったため、50発入りマガジン1本分で約5万円と非常に高価である。現在はコレクターの間で高値で取引されるアイテムとなっている。

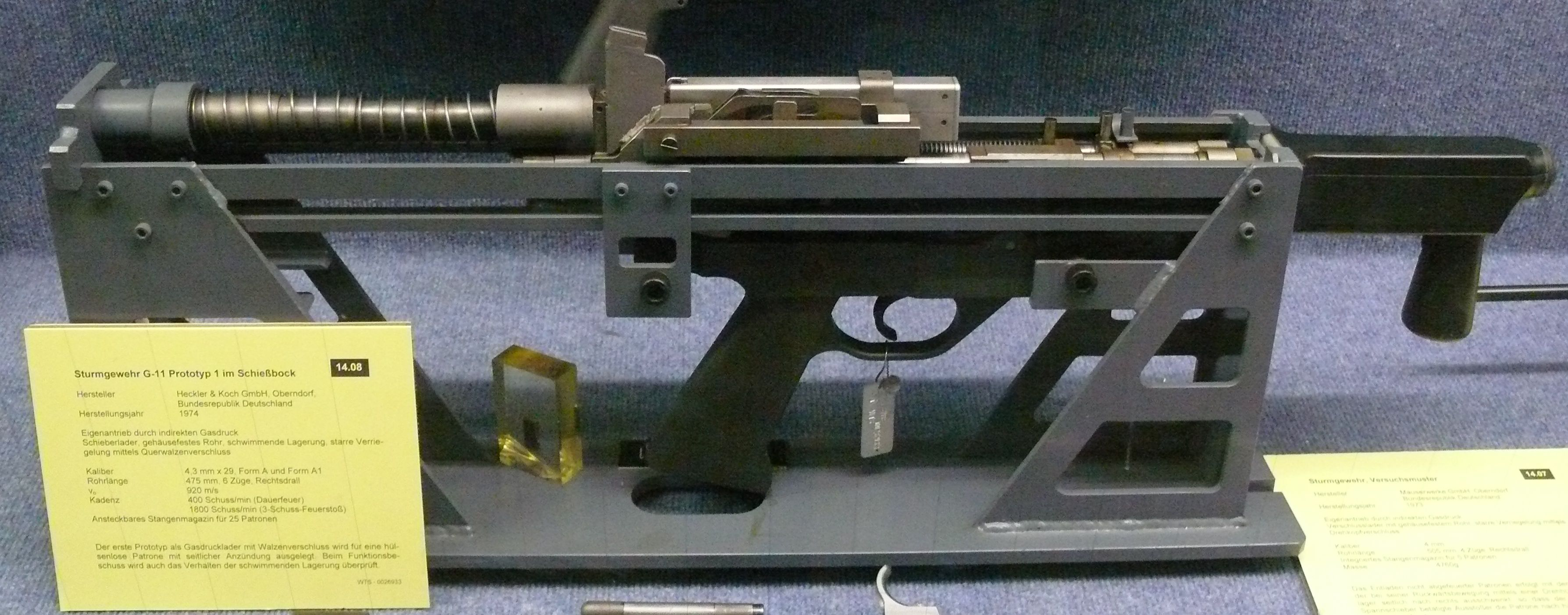
G11のプロトタイプ（最初期のもの）。外装はなく内部機構が露出しており、ブラケットに取り付けられている
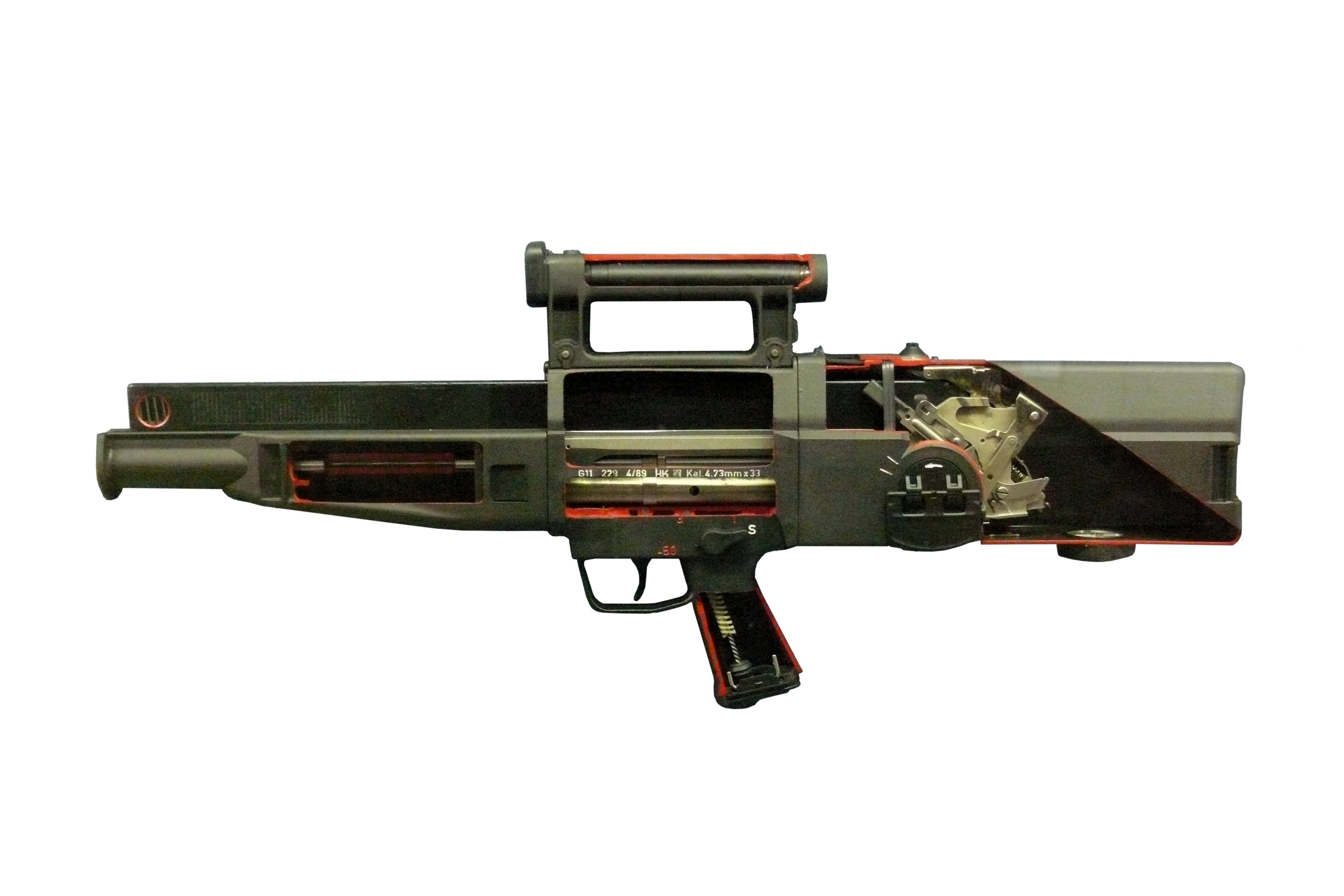
G11後期型のカットモデル。薬室を手動で回転させるために、機関部の左側面には指掛け付きのダイヤルが設けられている。
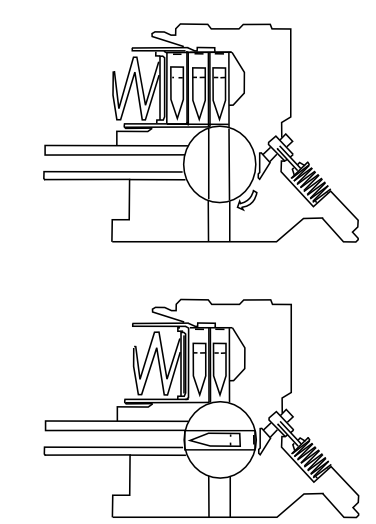
G11の装弾機構概念図。弾頭は推進薬の中に内蔵されている
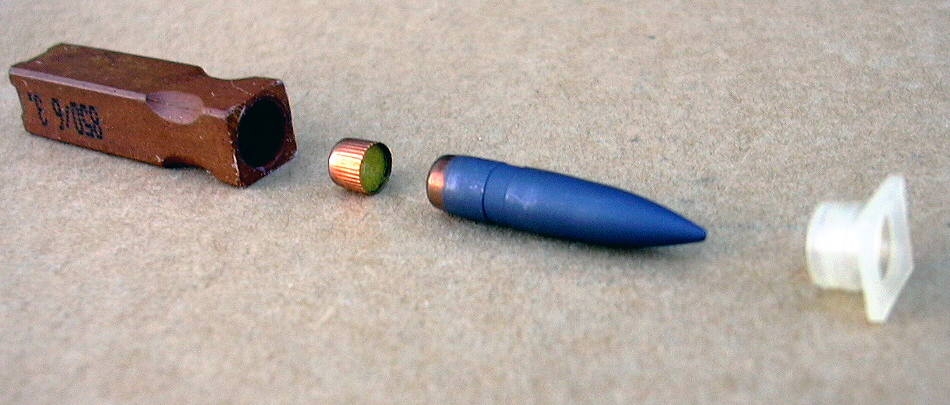
分解されたG11用DM11 4.73x33mm ケースレス弾 （左から）成型加工された推進薬・雷管・弾頭・弾頭保持器を兼ねた保護キャップ
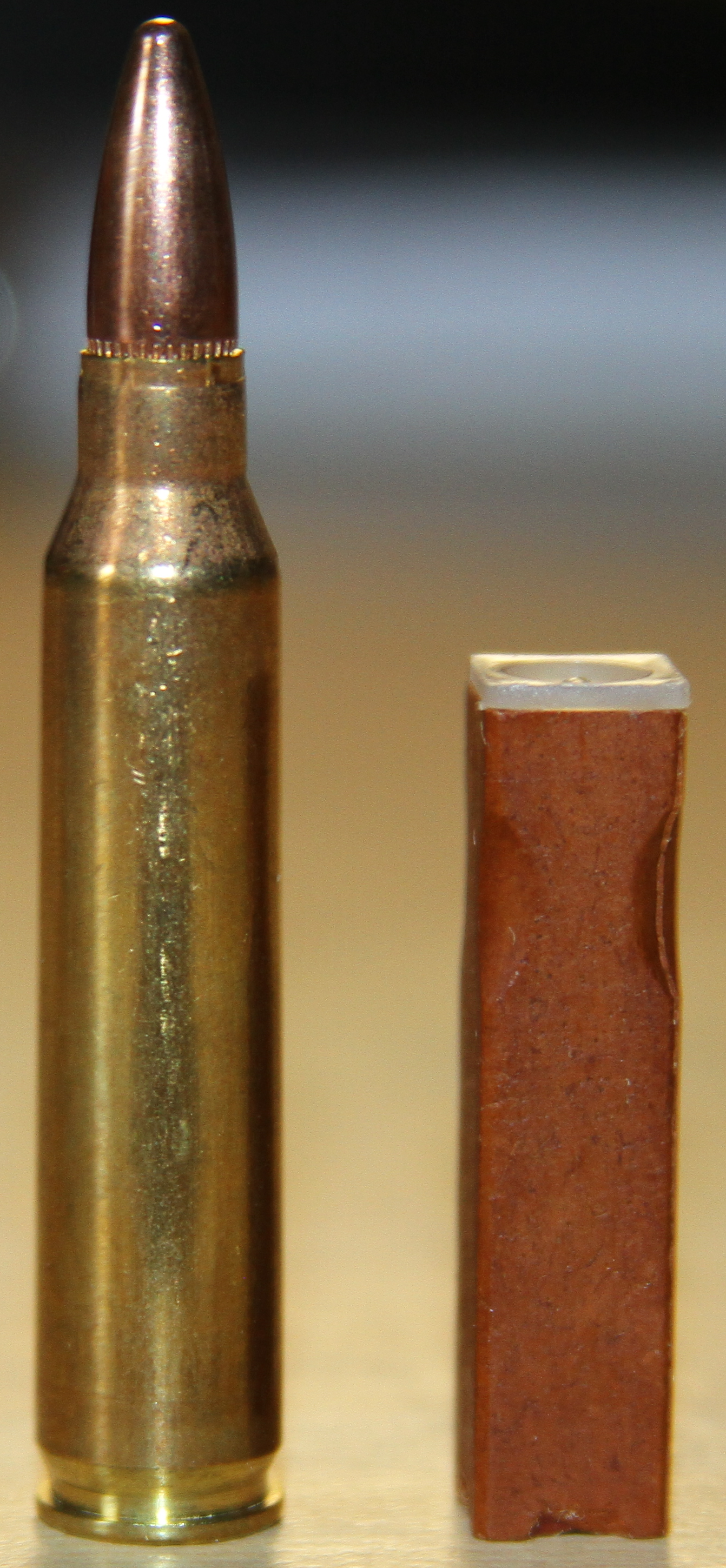
5.56mmNATO弾（同型の.223レミントン）と4.73x33mm弾
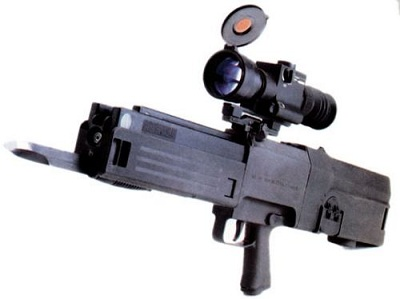
銃剣を装着したG11

## 関連モデル
H&K社はG11以外にもケースレス弾を用いた火器を構想していた。
LMG11
300発の箱状の弾薬を銃の後部に装填する軽機関銃。
G11 PDW
4.73x25mmのケースレス弾を用いたPDW。

## 登場作品

### 映画
『デモリションマン』
G11のプロップが、バッテリーを動力に強烈な衝撃波を放つ未来の武器「マグネティック・アクセルレーターガン」として使用されている。

### 漫画・アニメ
『DARKER THAN BLACK』
パンドラの歩兵部隊が使用。
『Mr.Clice』
Part1「香港の銃撃戦」に登場。1980年代末の作品のため、試作型が描かれている。
『仮面ライダーSPIRITS』
『ゴルゴ13』
100巻「傑作・アサルトライフル」にてサビーヌ兄弟の弟が使用。
『砂漠の豹』
湾岸戦争に参戦したドイツ連邦軍の機械化歩兵がG11を使用。
『新世紀エヴァンゲリオン』
旧劇場版において、戦略自衛隊の歩兵部隊が初期型モデルを使用。
『デビル17』
『緋弾のアリアAA』
アニメ第3話に登場。「身長の低い者が使う銃」という扱いで登場しているが、G11は特にそのような意図で開発された訳ではない。
『迷彩君』

### ゲーム
『DEEP FEAR』
『Delta Force Land Warrior』
『Fallout 2』
『Paperman』
『The EDGE』
『WarRock』
『カウンターストライクオンライン』
『コール オブ デューティ ブラックオプス』
アサルトライフルとして登場。ただし、ゲームの舞台は1960年代であり、設計年が1970年代のG11は本来ならば存在していない。
『千銃士』
『女神転生』
『メタルギアソリッド ピースウォーカー』
『メタルマックス (1)火炎水晶』
『ドールズフロントライン』
アサルトライフルとして登場。
『ブルーアーカイブ』
ミレニアムサイエンススクールに所属する生徒、飛鳥馬トキが使用。